# Camillo Langone
Camillo Langone (Parma, 18 agosto 1962) è un opinionista e scrittore italiano di orientamento politico conservatore, noto per le sue posizioni religiose cattoliche tradizionaliste-integraliste.

## Biografia
È diplomato in agraria e scrive per Il Foglio, dove cura quotidianamente la rubrica Preghiera, e per Il Giornale. In passato ha collaborato anche con Libero, La Gazzetta del Mezzogiorno e Panorama..
Sul Foglio ha creato la figura del "critico liturgico", recensendo circa 200 messe e raccogliendo poi tali recensioni nel volume Guida alle messe (2009). Ha scritto diversi libri, perlopiù dedicati alla cultura del cibo e del vino in Italia, alla pittura e alla religione, ma anche un romanzo. Langone si dichiara oraziano, ritiene Ecclesiaste e le Satire di Orazio tra i libri per lui più importanti, e considera suo maestro di stile Alberto Arbasino.
Curatore di mostre d'arte, ha ideato e cura annualmente il Premio "Eccellenti Pittori - Brazzale", che ha visto alternarsi in giuria personalità della cultura italiana tra cui Franco Maria Ricci, Edoardo Camurri, Giuseppe Culicchia, Nicola Porro, Roger Scruton, Edoardo Nesi. Nel 2015 ha curato il premio d'arte "Pio Alferano 2015" con Vittorio Sgarbi e Santino Carta.
In un articolo intitolato Togliete i libri alle donne: torneranno a far figli pubblicato su Libero il 30 novembre 2011, Langone propone una presunta correlazione causa-effetto tra l'aumento della scolarizzazione femminile e il calo di natalità in Italia. L'articolo ha suscitato reazioni critiche da parte di forze politiche, associazioni femministe e cittadini.
Si è più volte schierato contro le misure di contenimento della Pandemia di COVID-19, e si è schierato contro i diritti delle persone LGBT e in particolare contro l'approvazione di un disegno di legge contro l'omofobia, insieme ad Arcilesbica e Pro Vita e Famiglia.
In seguito all'incendio della Città della scienza, in un articolo intitolato Dovevano bruciarla prima pubblicato su Il Foglio, Langone ha dichiarato: «vi si propagandava l'evoluzionismo, una superstizione ottocentesca ancora presente negli ambienti parascientifici (evidentemente anche nei residui ambienti cantautorali). Il darwinismo è una forma di nichilismo». Tale intervento ha suscitato diverse critiche sui mezzi di stampa da parte di Piergiorgio Odifreddi (che lo ha tacciato di "ignoranza e stupidità", chiedendone il licenziamento e il rinvio a giudizio per apologia di reato) e altri esponenti del mondo accademico italiano. Nel dicembre 2021 ribadisce con un articolo su Il Foglio di non credere nell'evoluzione darwiniana e di essere favorevole ad un'interpretazione letterale del Libro della Genesi. È favorevole alla riapertura delle case chiuse e alla "cannabis in tabaccheria" come male minore, contro il femminismo, l'ideologia gender e i vegetariani. L'articolo Manuale della macelleria è stato duramente criticato anche dal notiziario cattolico on-line La nuova bussola quotidiana.
Nel 2023 pubblica con la casa editrice La nave di Teseo un romanzo d'amore dal titolo La ragazza immortale.

## Controversie
Nel marzo 2016 è stato querelato da Francesco Totti e Ilary Blasi per un articolo nel quale criticava i nomi stranieri dati ai figli della coppia.
Nel maggio 2023 ventisei associazioni romagnole scendono in piazza per protestare dopo la notizia della sua nomina a presidente del Premio Verzocchi, iniziativa istituita dal Comune di Forlì per valorizzare la Collezione Verzocchi realizzata dal mecenate Giuseppe Verzocchi negli anni '50.
In un articolo su Il Foglio nell'ottobre 2023, Langone ha duramente attaccato Papa Francesco in seguito all'approvazione dell'esortazione apostolica Laudate Deum, paragonandolo a Müezzinzade Alì Pascià (comandante della flotta turca nella battaglia di Lepanto) e invocando contro di lui la scomunica. Nel mese successivo, attacca nuovamente il Pontefice ed il cardinale Víctor Manuel Fernández, prefetto del Dicastero per la dottrina della Fede, definendoli "argentini devastanti, venuti dalla fine del mondo per porre fine al nostro mondo".
Il 10 maggio 2024, su Il Foglio, Langone scrive favorevolmente riguardo all'abolizione del divorzio perché "solo il matrimonio indissolubile è vero matrimonio e solo all’interno del matrimonio indissolubile le donne si trovano nella condizione psicologica e materiale per partorire i 2,1 figli necessari al rimpiazzo demografico. Altra possibilità non si conosce."
Nel dicembre 2024 critica gli uomini che bevono bollicine  e associa il vino senza alcool al declino della società.

## Opere
- Scambio coppie con uso di cucina, Milano, Frassinelli, 1996, ISBN 88-7684-392-2. Milano, ES, 2003, ISBN 88-87939-49-7.
- Cari Italiani Vi Invidio, Roma, Fazi, 2001, ISBN 88-8112-173-5.
- Maccheronica: guida reazionaria ai ristoranti italiani, Milano, Mondadori, 2004, ISBN 88-04-52985-7.
- Il collezionista di città, Venezia, Marsilio, 2006, ISBN 88-317-8961-9.
- La vera religione spiegata alle ragazze, Venezia, Marsilio, 2007, ISBN 88-317-9329-2.
- Guida alle messe, Milano, Mondadori, 2009, ISBN 978-88-04-58628-9.
- Manifesto della destra divina: difendi, conserva, prega!, Firenze, Vallecchi, 2009, ISBN 978-88-8427-162-4.
- Camillo Langone (a cura di), I maledetti: Van Gogh, Nietzsche, Rolling Stones e altre vite verso l'inferno, Firenze, Vallecchi, 2010, ISBN 978-88-8427-205-8.
- Bengodi, Venezia, Marsilio, 2011, ISBN 978-88-317-1003-9.[35]
- Eccellenti Pittori, Venezia, Marsilio, 2013, ISBN 978-88-317-1671-0.
- Camillo Langone e Vittorio Sgarbi (a cura di), Premio Pio Alferano 2015. Su tela e su tavola. Arte nella terra della dieta mediterranea, Milano, Edizioni di Sofia, 2015, SBN NAP0901281.
- Pensieri del lambrusco, Venezia, Marsilio, 2016, ISBN 978-88-317-2432-6.
- Dei miei vini estremi: un ebbro viaggio in Italia, Venezia, Marsilio, 2019, ISBN 978-88-317-8710-9.
- Camillo Langone (a cura di), Pittori fantastici nella Valle del Po, Ferrara, Fondazione Ferrara Arte, 2020, ISBN 978-88-317-8710-9.
- Enrico Robusti, La pittura iperproteica, a cura di Camillo Langone, Fontanellato, Franco Maria Ricci, 2020, ISBN 978-88-944845-2-6.
- La ragazza immortale, Milano, La nave di Teseo, 2023, ISBN 978-8834613825